# ドーバー海峡

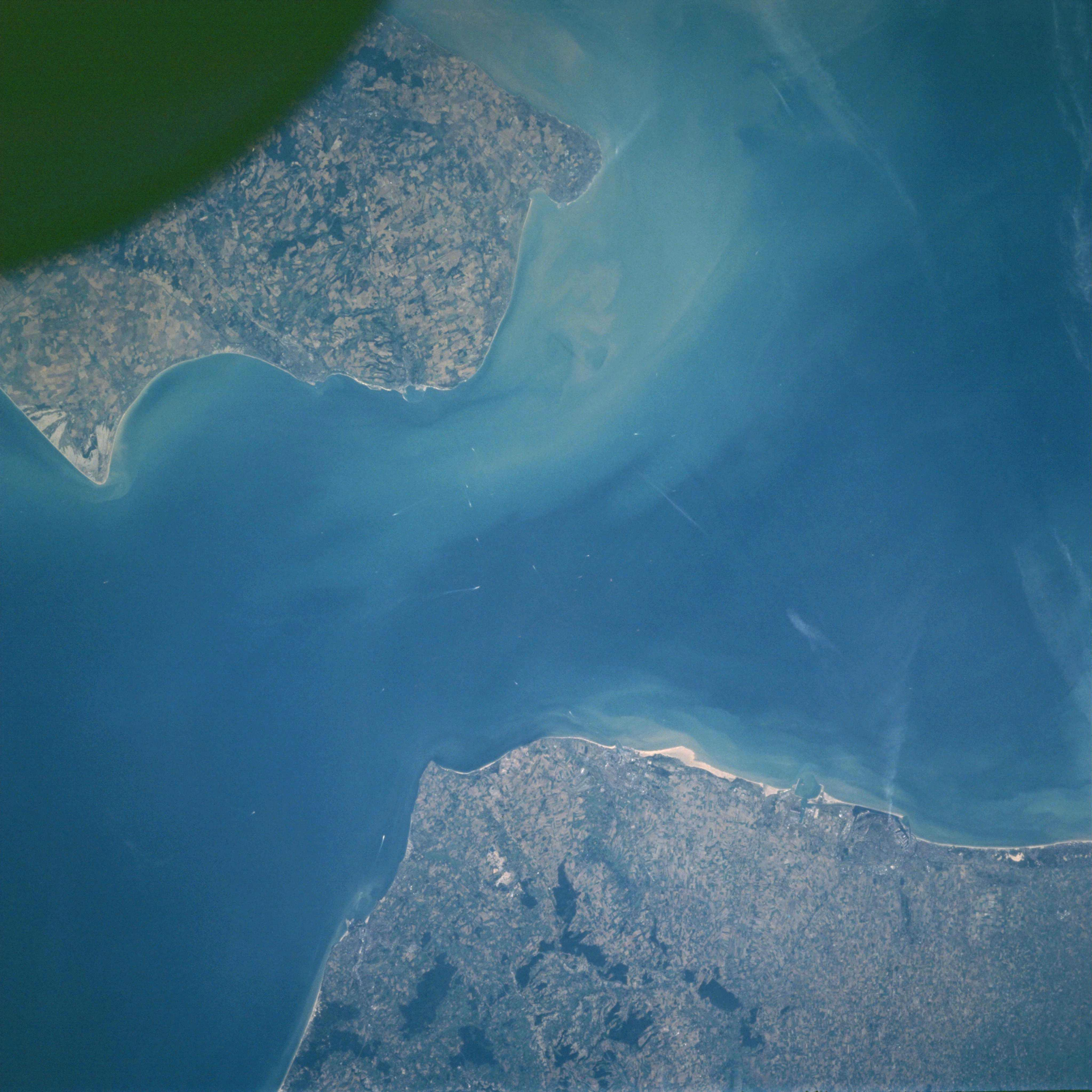
ドーバー海峡の衛星画像

ドーバー海峡（ドーバーかいきょう、英: Strait of Dover）は、イギリスとフランスを隔てるイギリス海峡の最狭部である。フランス語ではラ・マンシュ海峡東部（仏: la Manche orientale）、またはカレー海峡（仏: Pas de Calais）と呼ばれる。

## 概要
国際水路機関（IHO）による海域分類では、北東の北海と南西のイギリス海峡の境界付近にある。ただし、イギリス海峡を広義の大西洋の一部とし「大西洋と北海の境」、あるいは、イギリス海峡の一部と考え「イギリス海峡の最狭部」ととらえることもある。
最狭部はケント州フォーランド―パ＝ド＝カレー県カレーで、34km。呼称はイギリス側の都市、ドーバー市に由来する。
かつては唯一の海峡を渡る手段としてフェリーが利用されていた。1968 - 2000年はSR.N4(en:SR.N4)型高速大型ホバークラフトによる運行が行われていた。現在はフォークトン、カレー間に英仏海峡トンネルが開通している、国際高速列車ユーロスターもアッシュフォード乗り換えで利用できる。
名称は、IHOによれば、現在はドーバー海峡とカレー海峡の併記となっている。

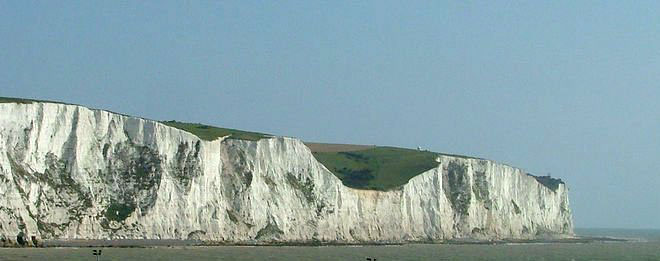
ドーバーの白い崖

## 成り立ち
海峡の両側の英仏とも海底含め同じ岩石であるチョークでできており、海峡になる前の氷期には地続きであったと考えられる。これより北海側に存在した氷河との間に、ライン川やテムズ川から流れてきた水が湖を形成したが、何らかの作用で決壊し浸食した所が現在の海峡で、氷河期後に海面下に没したものと推定されている。

## 歴史
第一次世界大戦中、ドイツ海軍の駆逐艦部隊がドーバー海峡に進入し、1つの部隊がドーバーを砲撃し、もう1つの部隊は対岸のカレーに砲撃をした。その翌日に砲撃を加えたドイツ駆逐艦とイギリス海軍の駆逐艦との間でドーバー海峡の海戦が起きた。
第二次世界大戦ではナチス・ドイツが海峡を越えてイギリス本土を砲撃できる多薬室砲も研究していたが、開発には失敗した。戦争の終盤には英仏間で原油のパイプライン輸送まで行われた（en:Operation Pluto）。

## 横断の試み

### 気球による横断
1785年1月7日、フランスのジャン＝ピエール・ブランシャールはアメリカ人のジョン・ジェフリーズとともに水素気球で横断を試みた。二人はイギリス側から出発したが、海峡の中ほどでガス漏れを起こし高度が低下。荷重物を次々に捨て、果てはゴンドラ、上着・ズボンまで捨ててロープにしがみつき、カレー近くの陸地まで辿り着いて横断を果たした。航空距離38km、時間2時間47分。その服装にもかかわらず、カレー市では空を飛んでドーバーを横断した最初の人間として大歓迎を受けたという。
一方、最初の有人飛行を記録したモンゴルフィエ式気球の飛行士ピラートル・ド・ロジェは、これにライバル意識を燃やし、新型気球による横断を企てた。直径13mの水素気球の下に円筒の直径3mの熱気球を取りつけたもので、水素気球で浮遊力を保ち熱気球で高度の調節をすることを狙っていた。これに対し水素気球の発明者ジャック・シャルルは「火薬の下で火を焚くようなものだ」と警告したが、ロジェは耳を貸さなかった。1785年6月15日、ロジェは製作協力者のジュール・ローマンとともにフランス側から海峡横断行に出発したが、高度約400mのところで熱気球が発火、上の水素気球に誘爆して爆発事故を起こした。ロジェは即死、ローマンも短時間で息を引き取る惨事となった。これが記録に残っている限りでの人類最初の航空事故とされる。
1930年代にもガス気球を使用して、イギリスの首都ロンドンからドーバー海峡を横断し、フランスの首都パリまで行こうと試みた冒険家3名がおり、1936年5月23日に飛行を開始したものの、ドーバー海峡にたどり着くことなく、ロンドン市内でタワーに激突し墜落、死亡する事故が起きている。

### 航空機による横断
1906年にロンドンの新興紙デイリー・メールが宣伝目的で賞金1,000ポンドをかけたことから、英仏海峡横断飛行の達成競争が熱を帯びた。
1909年7月25日、フランスのルイ・ブレリオが自ら製作したブレリオ XIで、カレー市郊外からドーバー城下まで所要時間37分で初の横断に成功した。その前週には、ユベール・ラタムがアントワネット IVを駆り同じコースで挑戦したが、エンジンが故障し洋上に不時着水している。
ブレリオの偉業を記念して、出発地はブレリオ海岸（Blériot-Plage）と命名された。
女性初は、1912年4月16日達成のアメリカ人ハリエット・クインビー。

### 横断泳
直線距離34kmというきわめて狭い海峡であるがゆえに遠泳のコースとしても有名であり、昔から世界中のスイマーの憧れの海となってきた。ドーバー海峡横断泳の達成者は「チャネルスイマー」（Channel Swimmer）と呼ばれる。公認・後援団体は「チャンネルスイミング案内連合」（Channel Swimming & Piloting Federation、CS&PF）と「チャンネルスイム協会」（Channel Swimming Association、CSA）の2つがある。直線距離は約34kmであるが、常に南西から北東へ流れる潮流が速く（偏西風と北大西洋海流の影響を受ける）、実際に泳ぐ距離は約50〜60km程度とされる。冷たい水温、夜を徹して泳ぐことになる精神的疲労などのさまざまな障害があり、単独横断泳の成功率はかつては約10％という困難な挑戦だった。データ解析やスイマーの技術向上により成功率は上がったが、現在でも60％程度である。また、記録が公認されるのは水着のみを着用し己の力のみで泳いだ場合のみで、ウェットスーツを着用したり何らかの補助を用いたりした場合は公認されない。
記録に残っている中で最初にドーバー海峡を泳いで渡ったのは、1875年8月25日にイギリスのドーバーを出発し、21時間45分かかってフランスのカレーに到着したイギリス人男性のマシュー・ウェッブである。
女性で初めて泳いで渡ったのは、1926年8月6日にフランスを出発し、14時間31分でイギリスに到着したガートルード・キャロライン・イーダリー（Gertrude Caroline Ederle）である。史上6番目の成功であり、それまでの最短記録を2時間も短縮した。メルセデス・グライツ（Mercedes Gleitze）は、1927年11月24日、15時間15分で横断した。
最速記録は2005年8月1日にイギリスを出発し、7時間3分52秒でフランスに到着したドイツのChristof Wandratschである（2006年現在）。
日本人では、1982年7月31日に大貫（現姓・増島）映子が9時間32分で泳いだ。また、テレビ番組『ウッチャンナンチャンのウリナリ!!』の企画「ドーバー海峡横断部」にて、1999年8月31日に、内村光良、濱口優、神尾米、藤井貴彦、堀部圭亮、ウド鈴木の6人が、16時間37分をかけリレーでの横断泳を達成し、チャネルスイマーとなった。

### 水陸両用車
珍しい例だが、BBC自動車番組トップ・ギアのSeries10 Episode3において、日産・ダットサントラックのD21型を改造した水陸両用車で、ロンドン郊外からドーバーまで一般道路を自走し、そのまま海峡の横断に成功している。
空を飛ぶ機器での横断
2019年8月4日、フランス人の発明家、フランキー・ザパタ(Franky Zapata)が自ら開発した「フライーボード・エア」でドーバー海峡横断に挑戦し成功した。
給油のため洋上の船に一度着地したが再び空中に舞い22分でドーバー海峡を渡りきった。